# Vladimir Lyakhov
Vladimir Afanasiyevich Lyakhov (russo: Владимир Афанасьевич Ляхов, Antratsyt; 20 de julho de 1941 - Antratsyt, 19 de abril de 2018) foi um cosmonauta soviético.
Ele foi selecionado como cosmonauta em 5 de maio de 1967 e se aposentou em 7 de setembro de 1994, cumprindo uma carreira de mais de 27 anos. Lyakhov foi o comandante na Soyuz 32, Soyuz T-9 e Soyuz TM-6. Ele tem 333 dias, 7 horas e 47 minutos no espaço. Recebeu por duas vezes a medalha de Herói da União Soviética, a maior condecoração da antiga URSS.